# Casa Elisa Bremon d'Espina
La casa Elisa Bremon d'Espina és un edifici situat al carrer Gran de Gràcia, 61 de Barcelona, catalogat com a bé cultural d'interès local.

## Història
Va ser encarregat el 1904 per Elisa Bremon i Valadia (†1929), vídua del corredor reial de canvis Joaquim Maria Espina i Valldejuli, a l'arquitecte Jeroni Ferran Granell i Manresa.

## Descripció
Construït sobre una parcel·la estreta, consta de planta baixa amb dos locals comercials a banda i banda de la porta d'entrada, així com quatre pisos d'habitatges i un terrat.
La façana, conservada pràcticament intacta, s'articula a partir d'un eix central presidit per una gran tribuna en vertical que cobreix les dues primeres plantes, però ja no conserva els vitralls policroms. Als costats d'aquesta composició hi ha balcons independents d'escàs desenvolupament aeri i de planta lleugerament lobulada. La tercera planta trenca amb aquesta dinàmica vertical, ja que presenta un únic balcó corregut on s'obren les tres finestres existents. En aquest darrer pis, el balcó no és lobulat sinó rectilini. El coronament és ondulant, dividit en tres cossos separats per formes de dos lòbuls. Les baranes dels balcons presenten un tipus de retícula descendent amb puntuals motius florals.
També és ressenyable la decoració esculpida al damunt de totes les portes i balcons, de temàtica sobretot floral als balcons i per la tribuna, sobretot hi destaquen els motius de línies ondulants i espirals. Al darrer pis, la barana del balcó destaca per unes formes més regulars. La fusteria de la porta presenta parcialment motius florals i línies toves, molt similars a les del fris que la corona.